# Ferdinand von Hochstetter
Christian Gottlieb Ferdinand von Hochstetter (Esslingen am Neckar, 30 aprile 1829 – Oberdöbling, 18 luglio 1884) è stato un geologo e naturalista tedesco naturalizzato austriaco.

## Biografia
Nato ad Esslingen, nel Regno del Württemberg, Ferdinand era figlio di Christian Ferdinand Friedrich Hochstetter (1787-1860), pastore evangelico e professore a Bonn, che era anche botanico e mineralogista. Ricevette la sua prima educazione al seminario evangelico di Maulbronn, Ferdinand proseguì dunque i suoi studi all'Università di Tübingen ed alla Tübinger Stift; qui, sotto Friedrich August von Quenstedt, si interessò particolarmente alla geologia ed ottenne il suo dottorato.
Nel 1852 aderì dunque al ciclo di ricerche che stava portando avanti l'Impero austriaco rimanendo in carica sino al 1856 svolgendo particolari studi in Boemia, specialmente nella Böhmerwald, e sulle colline di Fichtel nonché sulle montagne di Karlsbad. Per i meriti dei suoi studi, venne prescelto come geologo della spedizione sulla Novara (1857–59), viaggiando attorno al mondo.
Nel 1859 venne impiegato dal governo della Nuova Zelanda per svolgere degli studi geologici sull'isola. Al suo ritorno in Austria nel 1860, venne nominato professore di mineralogia e geologia al Politecnico di Vienna, divenendo nel contempo uno degli insegnanti prescelti dall'imperatore Francesco Giuseppe per il giovane principe ereditario Rodolfo. Il giovane arciduca, proprio grazie alla passione instillata dall'insegnante, inizierà una piccola collezione mineralogica destinata negli anni ad ingrandirsi sempre più e che oggi costituisce il principale nucleo del Museo di Storia Naturale di Vienna di cui Hochstetter divenne direttore nel 1876. In questi anni iniziò ad esplorare parti della Turchia interna e della Russia orientale, pubblicando sui giornali molte notizie di carattere geologico, paleontologico e mineralogico.
Morì a Oberdöbling presso Vienna, all'età di 55 anni.
Hochstetter Peak sulla Trinity Peninsula in Antartide deve il nome proprio a Ferdinand von Hochstetter.

## Tassonomia
In Nuova Zelanda, Ferdinand von Hochstetter ebbe modo di studiare una rana endemica in tutta la regione, che egli classificò per primo dandole il nome di Leiopelma hochstetteri. Altre specie da lui scoperte sempre in Nuova Zelanda sono il Porphyrio hochstetteri, and Powelliphanta hochstetteri, una specie (con cinque sottospecie) di grandi lumache carnivore.

## Opere
- (DE) Karlsbad, seine geognostischen Verhältnisse und seine Quellen, 1858.
- (DE) Neu-Seeland, 1863.
  - (EN) New Zealand: its physical geography, geology, and natural history: with special reference to the results of government expeditions in the provinces of Auckland and Nelson, 1867.
- (EN) Geological and Topographical Atlas of New Zealand, 1864.
- (EN) The geology of New Zealand: in explanation of the geographical and topographical atlas of New Zealand, 1864.
- (DE) Leitfaden der Mineralogie and Geologie (with A Bisching), 8ª ed., 1890  [1876].